# Fledermausblume
Die Fledermausblume (Tacca chantrieri, Syn.: Clerodendrum esquirolii H.Lév., Schizocapsa itagakii Yamam., Tacca esquirolii (H.Lév.) Rehder, Tacca minor Ridl., Tacca paxiana H.Limpr.), auch Teufelsblume, Fledermauspflanze, Dämonenblüte genannt, ist eine Pflanzenart aus der Gattung Tacca.

## Beschreibung
Die Fledermausblume ist eine mehrjährige krautige Pflanze, die Wuchshöhen von 60 bis 110 Zentimeter erreicht. Sie bildet dicke Rhizome als Überdauerungsorgane aus. Sie hat einige grundständige, ganzrandige und zugespitzte Laubblätter, mit 10 bis 30 cm langen Blattstielen mit Blattscheide und 20 bis 50 (bis 60) cm langen und 7 bis 14 (selten bis 25) cm breiten Blattspreiten.
Die doldigen Blütenstände sind fünf- bis siebenblütig (bis über 18-blütig). Sehr auffällig sind die braun-violetten bis grünlichen Hochblätter, vier große sind kreuzgegenständig, zwei größere und zwei kleinere, die anderen sind zu 25 bis 40 Zentimeter langen, linealischen „Bartfäden“ umgeformt. Die gestielten, zwittrigen, braun-violetten, dreizähligen Blüten mit einfacher Blütenhülle stehen anfangs aufrecht und nach dem Öffnen hängen sie. Die 6 ausladenden bis zurückgelegten Blütenhüllblätter stehen in zwei Kreisen. Die gesamte Form des Blütenstandes erinnert stark an eine Fledermaus, daher einer der deutschen Trivialnamen. Die 6 Staubblätter sind sehr kurz. Der einkammerige Fruchtknoten mit kurzem Griffel und dreiteiliger, gelappter Narbe ist unterständig im verkehrt-konischen, rippigen Blütenbecher. Die Blüten sind geruch- und nektarlos.
Es werden dunkel-purpurne, ellipsoide, vielsamige und rippige, ledrige Beeren gebildet, die etwa 3 cm groß sind; die Perianthresten sind auf den Beeren noch erhalten. Die orange-braunen, nierenförmigen, 3–4 mm langen Samen sind rippig, furchig. Zur Fruchtreife biegen sich die Stängel zum Boden herab.

## Verbreitung
Die Fledermausblume ist beheimatet in den Subtropen bis Tropen Südostasiens. Als Fundgebiete werden die chinesischen Provinzen Guangdong, Guangxi, Guizhou, Hainan, Hunan, südöstliche Xizang (Mêdog Xian) und Yunnan sowie  Bangladesch, Kambodscha, Indien, Laos, Malaysia, Myanmar, Sri Lanka, Thailand und Vietnam angegeben. Sie wächst in Wäldern, in Tälern und an Flussläufen in Höhenlagen zwischen 200 und 1300 Meter. Sie bevorzugt feuchte, aber nicht nasse, halbschattige Standorte mit hoher Temperatur und hoher Luftfeuchtigkeit.

## Verwendung
Das sehr stärkehaltige Rhizom fand in Polynesien Verwendung als Medizin.
Seit dem Jahr 2000 sind mehrere zehntausend Stück dieser Art als Zierpflanzen auf den europäischen Markt gelangt, obwohl sie als Zimmerpflanze relativ anspruchsvoll ist.

## Bilder

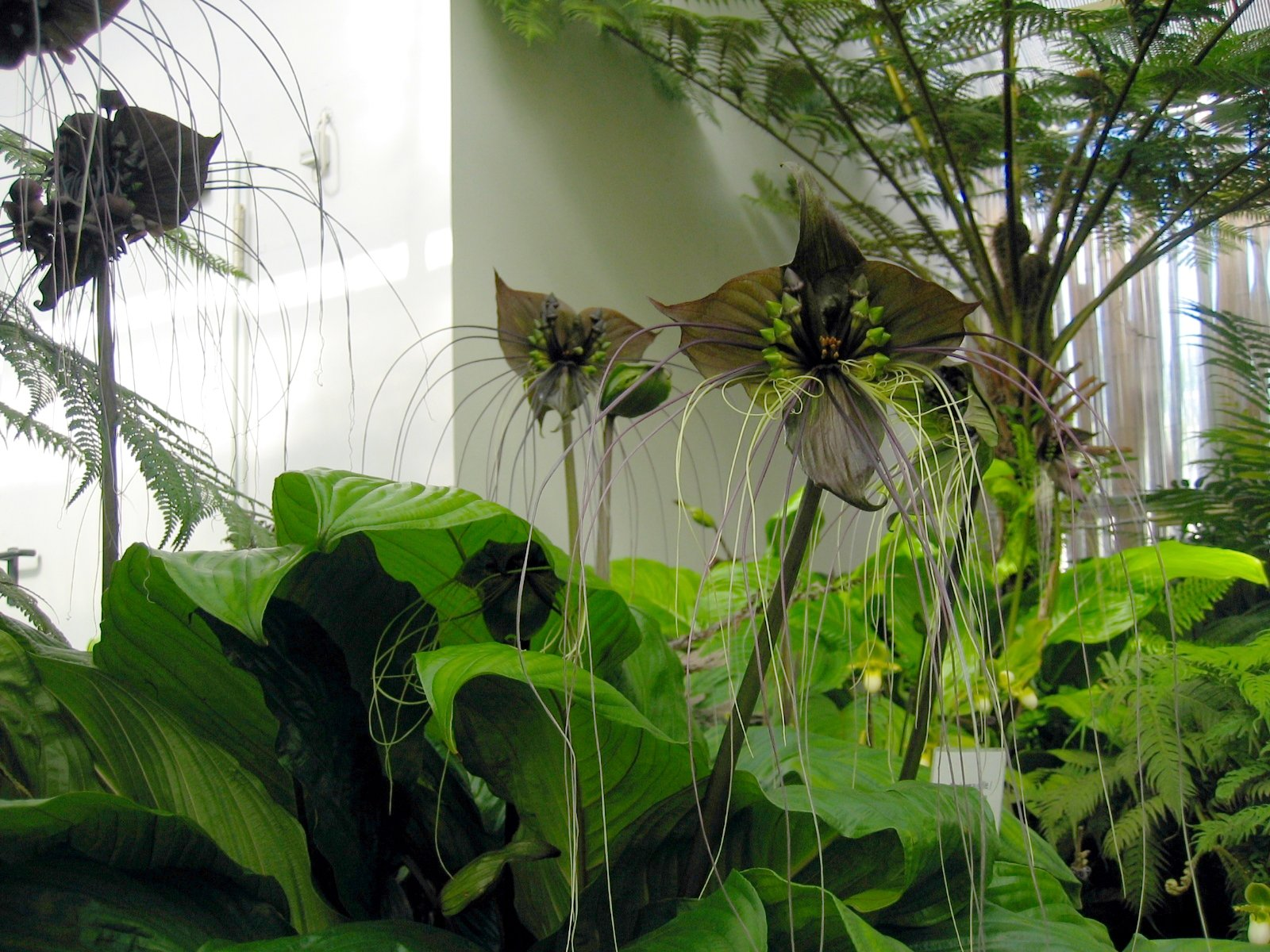
Habitus
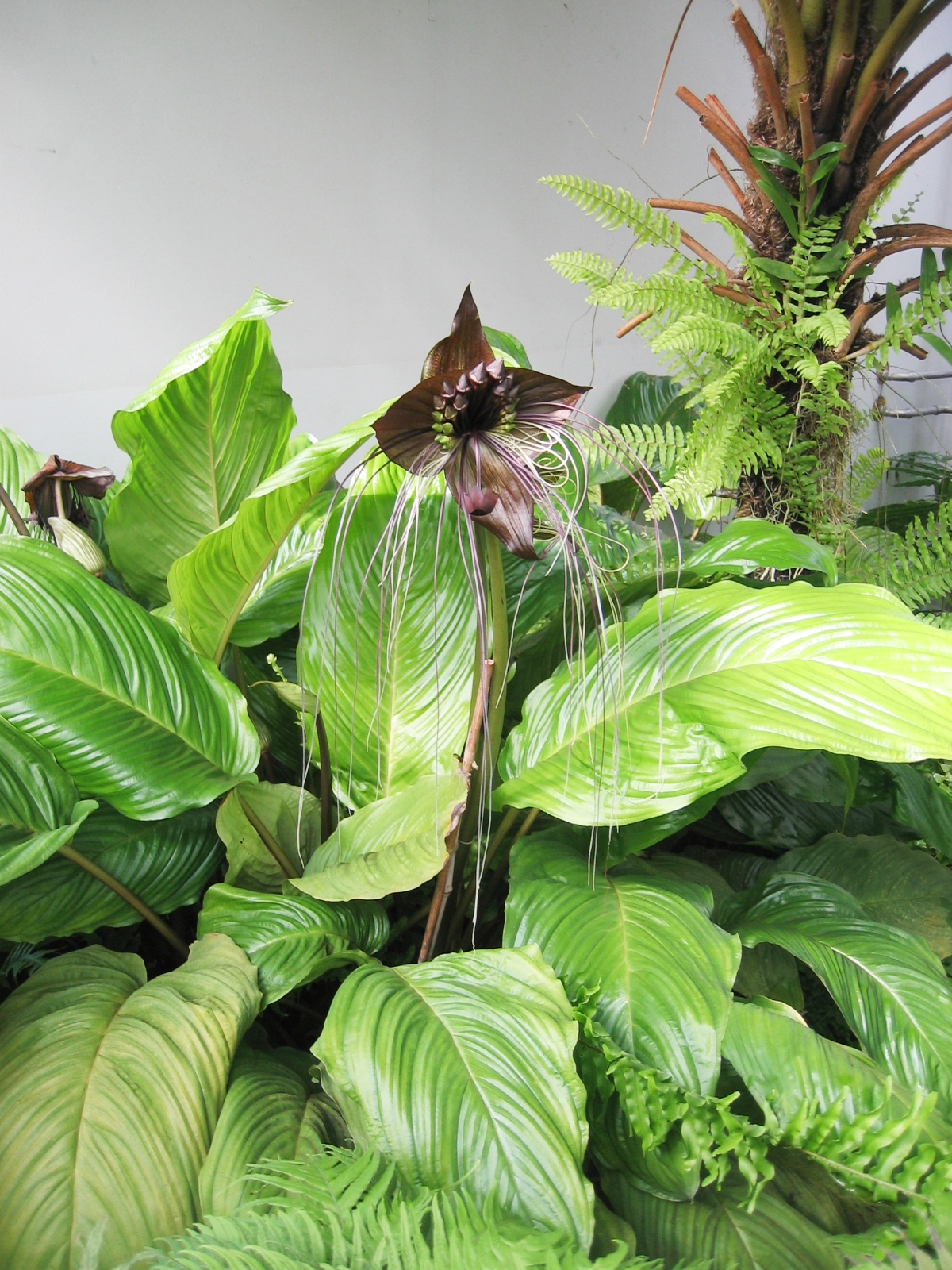
Habitus
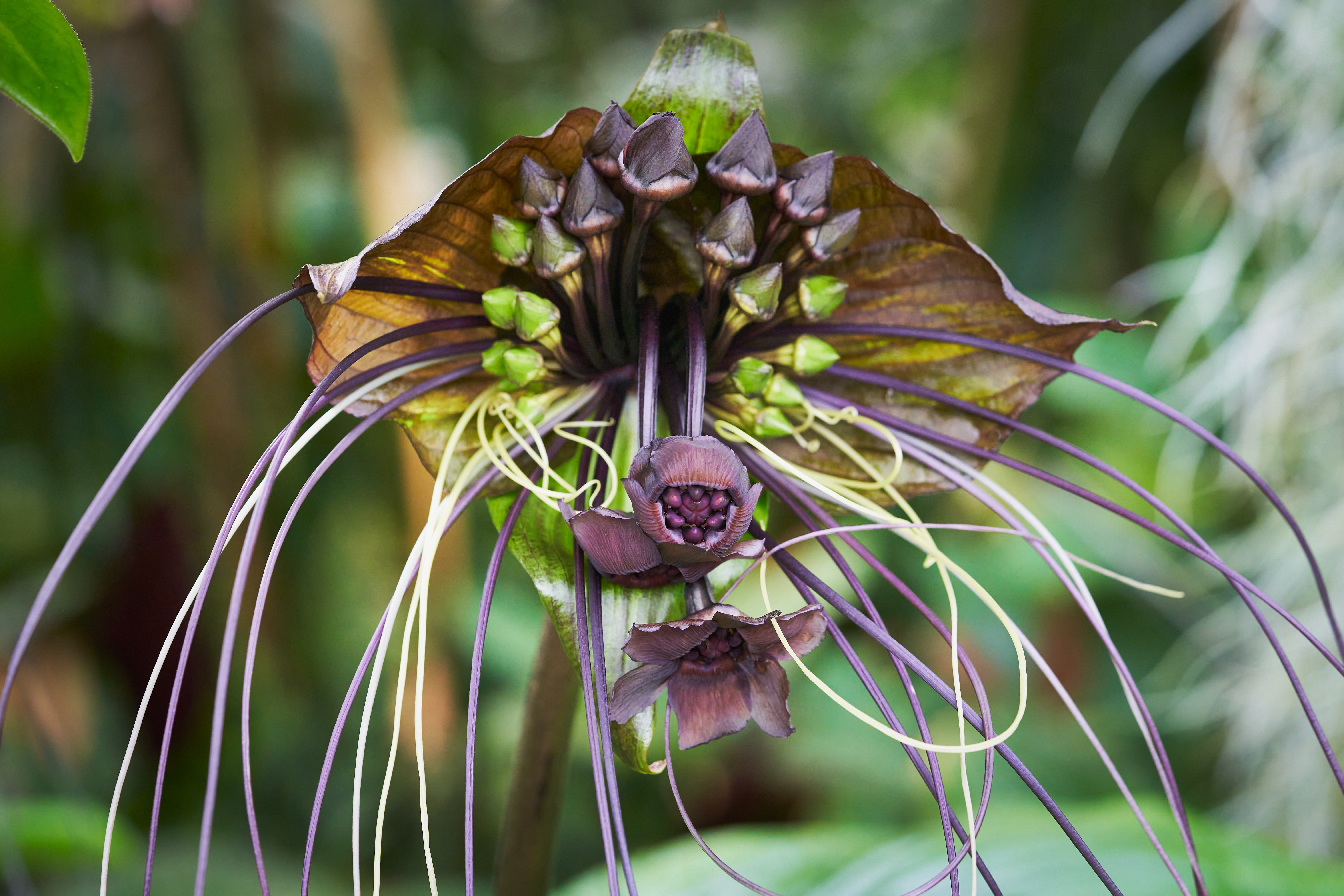
Doldiger Blütenstand mit den auffälligen Hochblättern
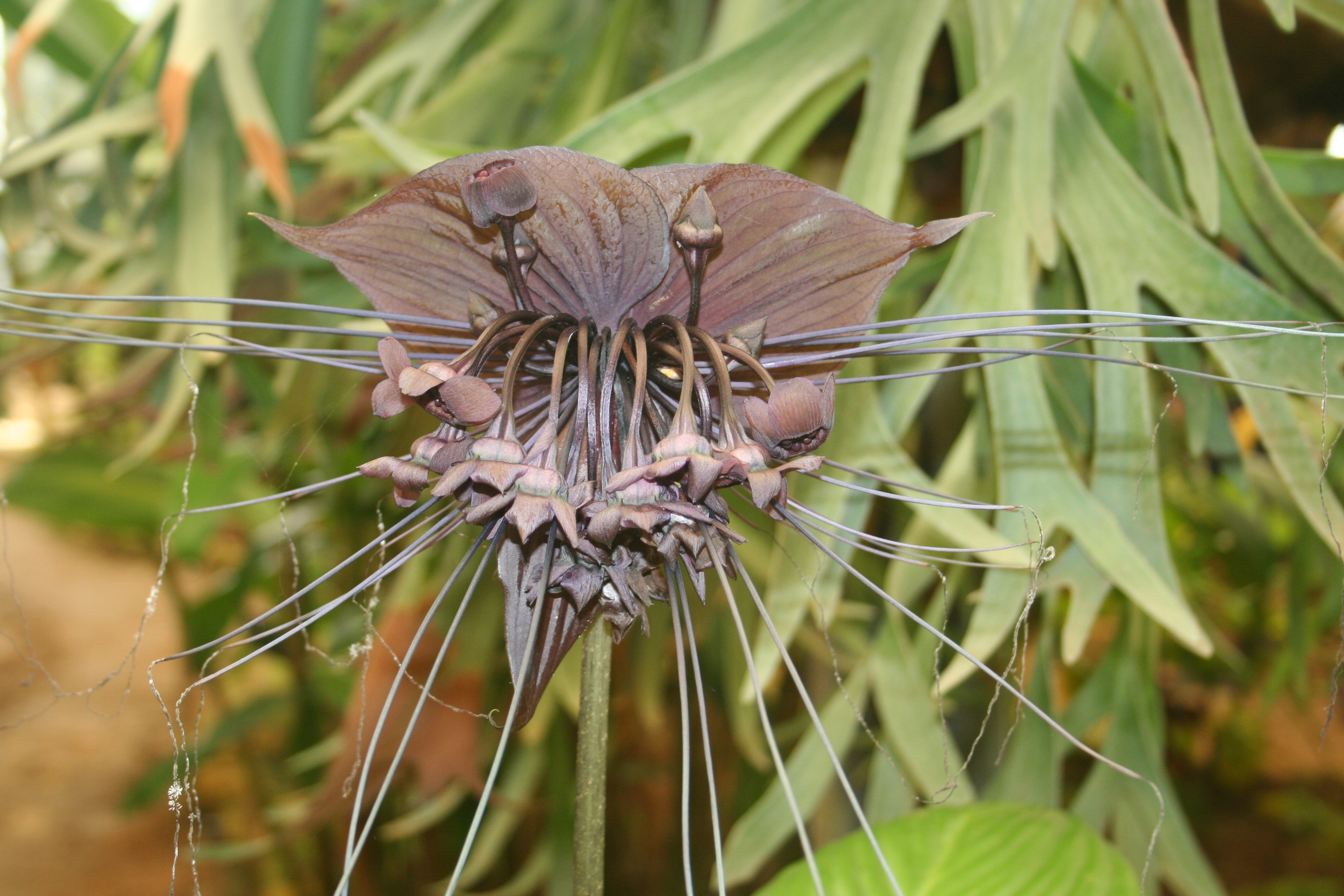
Blütenstand
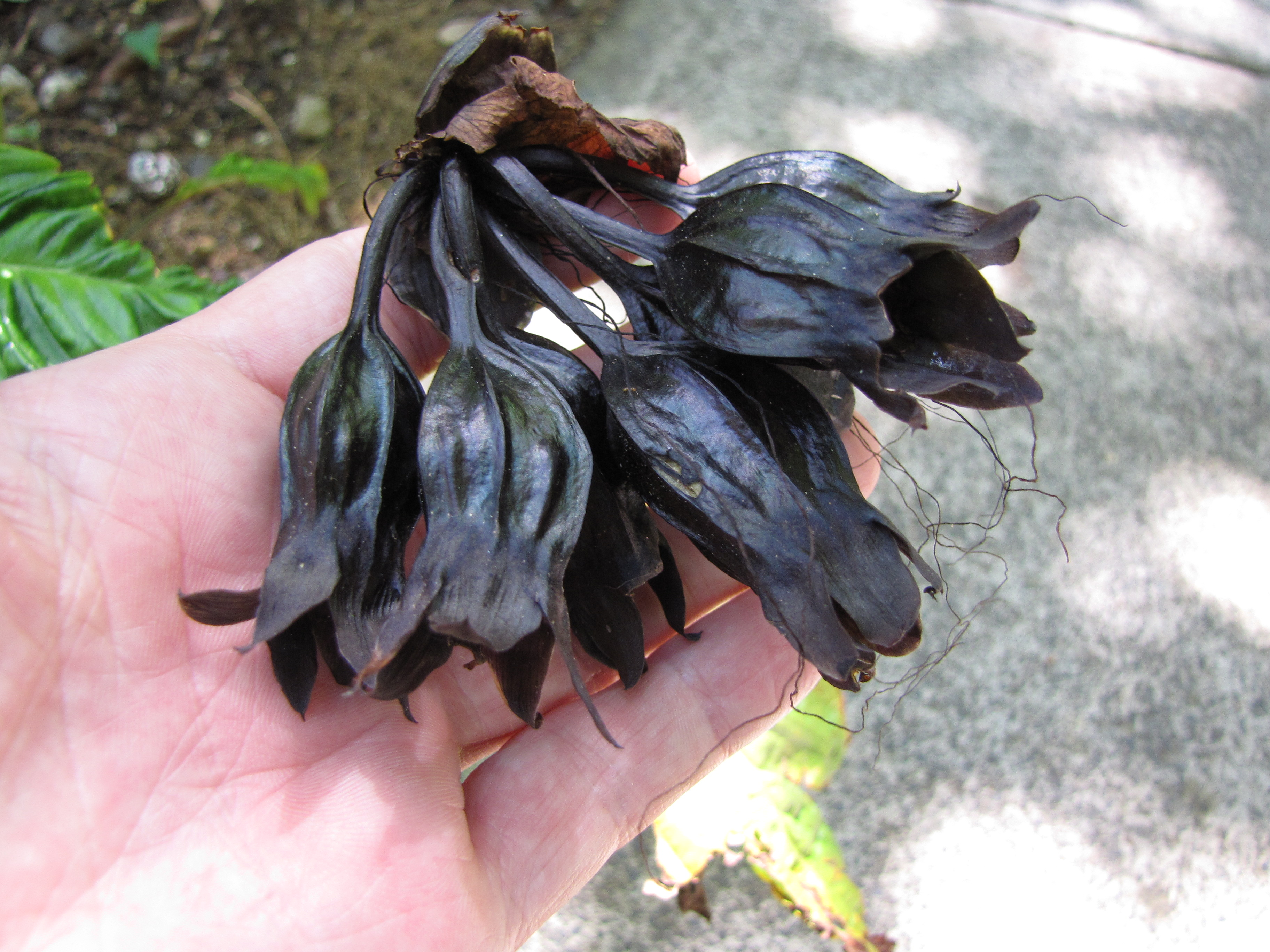
Früchte